# Средишња Остроботнија
Средишња Остроботнија (фин. Keski-Pohjanmaa, швед. Mellersta Österbotten) је округ у Финској, у западном делу државе. Седиште округа је град Кокола.

## Положај округа
Округ Средишња Остроботнија се налази у западном делу Финске. Њега окружују:
- са севера: Ботнијски залив Балтичког мора,
- са истока: Округ Северна Остроботнија,
- са југоистока: Округ Средишња Финска,
- са југа: Округ Јужна Остроботнија,
- са запада: Округ Остроботнија.

## Природне одлике
Рељеф: Округ припада историјској области Остроботнији, где чини њен југозападни део. У округу Средишња Остроботнија преовлађују равничарска и бреговита подручја, надморске висине 0-190 м.
Клима у округу Средишња Остроботнија влада оштра Континентална клима.
Воде: Средишња Остроботнија је приморски округ Финске. На северу округ излази на Ботнијски залив Балтичког мора. Обала је веома разуђена, са бројним острвима, полуострвима и заливима. У унутрашњости округа постоји више ледничких језера. Најважнија река је река Перхонјоки.

## Становништво
По подацима 2011. године у округу Средишња Остроботнија живело је близу 70 хиљаде становника. Од 2000. године број становника у округу је благо опао.
Густина насељености у округу је 14 становника/км², што је нешто мање од државног просека (16 ст./км²).
Етнички састав: Финци и Швеђани су до традиционално становништво округа, с тим што су Швеђани насељени дуж обале, док Финци насељавају унутрашњост. Шведска заједница је једино заступљена у општини Кокола (14%), јединој приобалној. Последњих деценија овде населио и омањи број усељеника.

## Општине и градови
Округ Средишња Остроботнија има 8 општина, од који 2 носе звање града (означене задебљаним словима). То су:
| - Ветели - Канус - Каустинен - Кокола | - Лестијерви - Перхо - Тохолампи - Халсуа |

Градска подручја са више од 10 хиљада становника су:
- Кокола - 33.000 становника.